# Équipe de France de basket-ball en 2013
Maillots
Actualités
L'équipe de France de basket-ball en 2013 dispute le championnat d'Europe en Slovénie. Elle a remporté la médaille d'argent lors de la précédente édition de 2011 en Lituanie. Elle est qualifiée du fait de sa participation aux Jeux olympiques en 2012.
La France remporte la médaille d'or et est sacrée championne d'Europe pour la première fois de son histoire.

## Une année en bleu

### Historique
Depuis, 1977, l'équipe de France s'est toujours qualifiée pour le championnat d'Europe et a remporté deux médailles d'argent et cinq médailles de bronze depuis ses débuts dans la compétition.
Lors du championnat d'Europe en 2011 en Lituanie, la France s'est inclinée en finale face à l'Espagne. Cette place lui assurant une qualification pour les Jeux olympiques de 2012 à Londres et de facto une qualification pour le championnat d'Europe en Slovénie.

### La préparation
Le 18 novembre 2012, le tirage au sort des groupes du premier tour du championnat est effectué à Postojna. Les adversaires désignés pour affronter les Français lors du premier tour sont l'Allemagne, la Belgique, la Grande-Bretagne, Israël et l'Ukraine.
Le 24 juin 2013, le sélectionneur national Vincent Collet dévoile une pré-sélection de dix-sept joueurs pour participer au championnat d'Europe du 4 au 22 septembre en Slovénie. Cette liste comprend huit des douze joueurs ayant participé aux Jeux olympiques de 2012, à savoir Nicolas Batum, Yannick Bokolo, Nando de Colo, Boris Diaw, Mickaël Gelabale, Tony Parker, Florent Piétrus et Ronny Turiaf. Les autres joueurs sélectionnés sont : Alexis Ajinça, Antoine Diot, Evan Fournier, Thomas Heurtel, Edwin Jackson, Charles Lombahe-Kahudi, Joffrey Lauvergne, Kim Tillie et Léo Westermann.
Le secteur intérieur est particulièrement remanié de par la défection de plusieurs joueurs attendus, que ce soit sur blessure (Joakim Noah, Ali Traoré, Ludovic Vaty) ou par choix personnel (Ian Mahinmi, Kevin Séraphin). Le forfait après coup de Ronny Turiaf à l'EuroBasket affaiblit un peu plus la raquette des Bleus. Face à cette situation, le sélectionneur fait appel au pivot Johan Petro pour compléter le groupe.
Le 2 août, l'équipe de France démarre sa série de matchs amicaux par une confrontation face à la Finlande à Pau. L'équipe, réduite à quinze joueurs depuis le départ des arrières Yannick Bokolo et Edwin Jackson, s'impose laborieusement 101-93.
Le 6 août, les français jouent le premier de leurs deux matchs amicaux face à l'Allemagne à Mannheim sans Tony Parker (vacances) ni Charles Kahudi et Kim Tille (laissés au repos). Après une première mi-temps concluante pour les Bleus (32-48), la deuxième période est plus à l'avantage des Allemands qui échouent de peu de revenir au score. La France s'impose 89 à 84.
Le 9 août, les Bleus retrouvent l'Allemagne lors du tournoi de Strasbourg qui réunit aussi la Croatie et la Grèce. Sans Gelabale, Heurtel et Lauvergne laissés au repos, la France s'impose progressivement au cours de la rencontre malgré un premier quart-temps difficile pour remporter le match (74-66). Le 10 août, l'Équipe de France affronte la Croatie sans Diot, Tillie et Westermann laissés sur le banc par le sélectionneur. Dans le sillage d'un bon Johan Petro, les Français dominent aisément la sélection au damier (92-60). La sélection tricolore affronte finalement la Grèce qui joue sans Vassilis Spanoulis (blessé) le 11 août. De son côté, Vincent Collet a choisi d'affronter la sélection hellénique sans Fournier, Heurtel ni Tillie. Dans un match marqué par les balles perdues (19 du côté français) et face à une opposition plus compétitive, les Bleus sont complètement dominés par les Grecs et s'inclinent 67 à 79. Seul Alexis Ajinça rend une copie propre pour les Bleus (16 points et 6 rebonds en 11 minutes).
À l'issue du tournoi, Vincent Collet affine son groupe à douze joueurs en se séparant d'Evan Fournier, Kim Tillie et Léo Westermann.
Le 15 août, l'équipe de France inaugure la nouvelle Azur Arena d'Antibes par une rencontre face à la Serbie. Dans un match serré où les Bleus ont alterné le très bon et des passages à vide, les partenaires de Tony Parker, bien aidés par Joffrey Lauvergne, doivent recourir à une prolongation pour remporter le match 78 à 74. Le 17 août, c'est au tour de la Géorgie d'affronter la France après avoir défait la Serbie la veille. Les Bleus, privés d'Ajinça et de Batum, ont rapidement pris la mesure de leurs adversaires du jour pour creuser un écart important que les Géorgiens ne parviendront pas à combler. Dans le sillage d'un bon Boris Diaw (18 d'évaluation), les Français s'imposent 86 à 71 et remportent le tournoi d'Antibes.
Le 23 août à Madrid, les Bleus jouent la première de leurs deux confrontations amicales face aux Espagnols. Dans un match intense dont l'issue ne s'est dénouée que dans les dernières minutes, les Français, sans Parker ni Petro laissés au repos, ont pu s'appuyer sur le trio Batum - Gelabale - Lauvergne pour bien commencer la rencontre. Les Ibères ont cependant su user de la défense tricolore pour creuser l'écart en fin de partie et s'imposer 85 à 76. Le 26 août, l'équipe de France accueille la Roja à l'Arena de Montpellier. Malgré un début de partie hésitant, les Bleus reviennent dans le coup par l'intermédiaire de Nicolas Batum, auteur de quinze points lors du premier quart temps. À niveau face au champion d'Europe, Tony Parker prend le relais de Batum avec vingt-six points marqués lors du second acte. Cela s'avère cependant insuffisant face à une équipe ibère qui saura mieux gérer les dernières minutes pour s'imposer 85 à 84 sur un panier de Marc Gasol à quatre secondes de la fin.
Le 30 août, l'équipe de France s'envole pour la Slovénie pour un dernier match de préparation le 31 août face au pays organisateur du championnat d'Europe, soit quatre jours avant le début de la compétition. Au bout d'un match serré marqué par de nombreuses balles perdues (seize du côté français) et sans Lauvergne laissé au repos, les Bleus s'imposent 70 à 65.

### Le championnat d'Europe

#### Tirage des poules
Le tirage au sort des groupes a lieu le 18 novembre 2012 et répartit les vingt-quatre équipes en quatre groupes de six. La France hérite du groupe A dont les matchs se déroulent à la Hala Tivoli de Ljubljana. Elle y affronte l'Allemagne, la Belgique, la Grande-Bretagne, Israël et l'Ukraine.
La France est la seule équipe du groupe A à disposer d'un bilan positif au terme de sa campagne de préparation.
| Classement | Équipe          | V | D | Ratio V/D (%) |
| ---------- | --------------- | - | - | ------------- |
| 1          | France          | 7 | 3 | 70,0          |
| 2          | Belgique        | 5 | 7 | 41,2          |
| 3          | Ukraine         | 3 | 5 | 37,5          |
| 3          | Israël          | 3 | 5 | 37,5          |
| 5          | Allemagne       | 3 | 7 | 30,0          |
| 6          | Grande-Bretagne | 0 | 6 | 0,0           |

#### Le premier tour
Le 4 septembre, la France commence le tournoi par une rencontre face à l'Allemagne qu'elle a battu deux fois en préparation,. Elle chute pourtant d'entrée face aux coéquipiers de Lucca Staiger qui malmènent les Français dès le premier quart temps (14-27) et mettent en évidence le manque de mobilité du secteur intérieur des Bleus. Malgré un retour à la marque sous l'impulsion du banc français, les équipiers d'Antoine Diot subissent l'adresse à trois points des Allemands et s'inclinent par 80 à 74.
Le 5 septembre, les Bleus affrontent la Grande-Bretagne qui a elle remporté son premier match de la compétition face à Israël. À l'opposé de la rencontre face à l'Allemagne la veille, les Français prennent d'entrée le contrôle du match (26 à 14 à la fin du premier quart temps) sous l'impulsion de Tony Parker et Nicolas Batum. Malgré une remontée des Britanniques dans le deuxième quart temps à une possession de balle (31 à 28 à la quatorzième minute), l'équipe de France s'impose aisément 88 à 65.
Le 6 septembre, c'est au tour d'Israël d'affronter l'équipe de France. Les Israéliens ont perdu leurs deux premières rencontres du tournoi face à des équipes réputées plus faibles et commencent le match affaiblis moralement. De leur côté, les Français ont à cœur de montrer leurs bonnes dispositions entrevues la veille et c'est tout un groupe, dans le sillage d'un Alexis Ajinça performant (13 points et 6 rebonds), qui défait aisément l'équipe d'Israël par 82 à 63.
Après une journée de repos, les Français affrontent l'Ukraine le 8 septembre. Les Ukrainiens sont jusqu'alors invaincus dans la compétition avec un bilan de trois victoires et la tête du groupe A. La partie débute mal pour les Bleus avec un 10-2 en faveur des Ukrainiens lors des premières minutes. L'équipe de France s'appuie cependant sur sa défense pour minimiser l'écart et revient peu à peu au contact. Le banc tricolore assure la tenue de route de l'équipe jusqu'au quatrième quart temps, permettant aux titulaires de créer la différence en fin de rencontre, dans le sillage d'un excellent Tony Parker (28 points dont 11 dans le dernier quart). La France s'impose 77 à 71 et prend seule la tête du groupe A.
Le 9 septembre, c'est au tour de la Belgique d'affronter l'équipe de France. Les coéquipiers d'Axel Hervelle se savent qualifiés pour le second tour du fait de la victoire de l'Allemagne sur Israël quelques heures avant la rencontre face aux Bleus. Pour les Bleus, l'enjeu est de démarrer le deuxième tour avec les deux points reportés du premier tour. Ils doivent cependant faire sans Nicolas Batum, forfait pour cette rencontre. Celle-ci démarre clairement à l'avantage des Belges qui prennent les devants dès le premier quart temps (30 à 19) et ont toujours une nette avance à la mi-temps (46 à 34, douze points d'avance). La deuxième mi-temps est à l'opposé de la première sous l'impulsion de Tony Parker en guide de ses coéquipiers pour montrer le chemin des filets avec un troisième quart temps décisif (30 à 9 sur la période pour les Français). Les Bleus s'imposent 82 à 65, un score flatteur en vue de la physionomie du match.
L'équipe de France termine ce premier tour en tête du groupe A et rejoint le groupe E en compagnie de l'Ukraine et de la Belgique ainsi que des qualifiés du groupe B que sont la Serbie, la Lituanie et la Lettonie. La France termine meilleure attaque du premier tour avec 80,6 points marqués par match, dans le sillage de son joueur vedette Tony Parker, troisième meilleur marqueur de ce premier tour (18,8 points par rencontre) et surtout joueur le plus adroit à deux points (69,2% de réussite aux tirs).
| \| Groupe A (Ljubljana - Tivoli Arena) \| \| \| \| \| \| \| \| \| \| \| Équipe \| Pts \| G \| P \| PP \| PC \| Diff \| Dép \| \| 1 \| France \| 9 \| 4 \| 1 \| 403 \| 344 \| +59 \| +6 \| \| 2 \| Ukraine \| 9 \| 4 \| 1 \| 378 \| 352 \| +26 \| -6 \| \| 3 \| Belgique \| 7 \| 2 \| 3 \| 344 \| 371 \| -27 \| +9 \| \| 4 \| Grande-Bretagne \| 7 \| 2 \| 3 \| 360 \| 396 \| -36 \| +2 \| \| 5 \| Allemagne \| 7 \| 2 \| 3 \| 390 \| 396 \| -6 \| -11 \| \| 6 \| Israël \| 6 \| 1 \| 4 \| 364 \| 380 \| -16 \| \| | Légende : - Qualification pour le second tour - Élimination du championnat |     |   |   |     |     |      |     |
| Groupe A (Ljubljana - Tivoli Arena) |                                                                            |     |   |   |     |     |      |     |
| | Équipe                                                                     | Pts | G | P | PP  | PC  | Diff | Dép |
| 1 | France                                                                     | 9   | 4 | 1 | 403 | 344 | +59  | +6  |
| 2 | Ukraine                                                                    | 9   | 4 | 1 | 378 | 352 | +26  | -6  |
| 3 | Belgique                                                                   | 7   | 2 | 3 | 344 | 371 | -27  | +9  |
| 4 | Grande-Bretagne                                                            | 7   | 2 | 3 | 360 | 396 | -36  | +2  |
| 5 | Allemagne                                                                  | 7   | 2 | 3 | 390 | 396 | -6   | -11 |
| 6 | Israël                                                                     | 6   | 1 | 4 | 364 | 380 | -16  |     |

#### Le deuxième tour
Les résultats entre équipes issues du premier tour restent acquis et la France démarre donc cette nouvelle poule avec un capital de deux victoires (face à l'Ukraine et la Belgique).
| Groupe E (Ljubljana - Stozice Arena) |          |     |   |   |     |     |      |     |
|                                      | Équipe   | Pts | G | P | PP  | PC  | Diff | Dép |
| 1                                    | France   | 4   | 2 | 0 | 159 | 136 | +23  |     |
| 2                                    | Serbie   | 4   | 2 | 0 | 143 | 127 | +16  |     |
| 3                                    | Lituanie | 3   | 1 | 1 | 123 | 122 | +1   |     |
| 4                                    | Ukraine  | 3   | 1 | 1 | 129 | 134 | +-5  |     |
| 5                                    | Lettonie | 2   | 0 | 2 | 130 | 147 | -17  |     |
| 6                                    | Belgique | 2   | 0 | 2 | 122 | 140 | -18  |     |

La France entame sa première rencontre du groupe E face à la Lituanie le 11 septembre au sein de l'Arena Stožice à Ljubljana. Dans une rencontre où les défenses ont pris le dessus sur les attaques, ce sont les Lituaniens qui prennent l'avantage. À chaque fois que les Français se rapprochent d'un score de parité, les joueurs baltes reprennent leurs distances par une salve de tirs à trois points et battent la France par 76 à 62.
Le 13 septembre, la France affronte un autre pays balte avec la Lettonie. Les Bleus se doit de réagir à la suite de la défaite sévère face à la Lituanie et dans le sillage d'un trio détonnant composé d'Ajinça, Batum et Parker, c'est tout le groupe qui joue un premier quart temps exemplaire mené 31 à 15. La France se contente de maintenir l'écart le reste du match et dépasse la barre des 100 points marqués pour battre les Lettons 102 à 91 et se qualifier pour les quarts de finale par la même occasion.
Le 15 septembre, la France affronte la Serbie qu'elle a défait en préparation après prolongation. Mais les partenaires de Nenad Krstić et Bogdan Bogdanović prennent le match à leur compte et ce sont les Français qui tentent de rester à la marque pendant la majeure partie de la rencontre. Les Bleus s'inclinent par 77 à 65 face à la sélection Plavi. L'équipe de France prend la troisième place du groupe E et joue sa rencontre des quarts de finale le 18 septembre 2013 face au deuxième du groupe F.
| \| Groupe E (Ljubljana - Stozice Arena) \| \| \| \| \| \| \| \| \| \| \| \| Équipe \| Pts \| G \| P \| PP \| PC \| Diff \| Dép \| \| \| 1 \| Serbie \| 9 \| 4 \| 1 \| 371 \| 343 \| +28 \| +7 \| \| \| 2 \| Lituanie \| 9 \| 4 \| 1 \| 355 \| 314 \| +41 \| -7 \| \| \| 3 \| France \| 8 \| 3 \| 2 \| 388 \| 380 \| +8 \| \| \| \| 4 \| Ukraine \| 7 \| 2 \| 3 \| 325 \| 364 \| -39 \| \| \| \| 5 \| Belgique \| 6 \| 1 \| 4 \| 318 \| 358 \| -40 \| +4 \| \| \| 6 \| Lettonie \| 6 \| 1 \| 4 \| 362 \| 360 \| +2 \| -4 \| \| | Légende : - Qualification pour les quarts de finale - Élimination du championnat |     |   |   |     |     |      |     |  |
| Groupe E (Ljubljana - Stozice Arena) |                                                                                  |     |   |   |     |     |      |     |  |
| | Équipe                                                                           | Pts | G | P | PP  | PC  | Diff | Dép |  |
| 1 | Serbie                                                                           | 9   | 4 | 1 | 371 | 343 | +28  | +7  |  |
| 2 | Lituanie                                                                         | 9   | 4 | 1 | 355 | 314 | +41  | -7  |  |
| 3 | France                                                                           | 8   | 3 | 2 | 388 | 380 | +8   |     |  |
| 4 | Ukraine                                                                          | 7   | 2 | 3 | 325 | 364 | -39  |     |  |
| 5 | Belgique                                                                         | 6   | 1 | 4 | 318 | 358 | -40  | +4  |  |
| 6 | Lettonie                                                                         | 6   | 1 | 4 | 362 | 360 | +2   | -4  |  |

#### Le quart de finale
L'équipe de France joue son quart de finale le 18 septembre 2013 face à la Slovénie que les Bleus ont battu en match amical, cinq jours avant le début de la compétition. L'équipe slovène est cependant montée en puissance pendant le tournoi en battant notamment l'Espagne, l'Italie et la Grèce en matchs de poules et a l'avantage d'évoluer à domicile devant quinze mille supporters.
Les Slovènes prennent les devant par deux rapides contre-attaques mais les Français réagissent réajustent leur défense et reviennent dans le coup via Johan Petro qui capte trois rebonds offensifs. Le match est intense en défense avec des pourcentages de réussite faibles pour les deux équipes sur le terrain. La Slovénie mène 12 à 10 à la fin du premier quart temps. Le deuxième quart continue sur la même intensité et les équipes restent proches à la marque avec un léger avantage pour les Bleus à la mi-temps (26-24). C'est dans le troisième quart temps que l'équipe de France creuse un premier écart significatif avec un 10-0 dès le début de celui-ci. L'équipe slovène s'en remet aux tirs à trois points pour rester à cinq points à la fin de la période. Le quatrième quart reste à l'avantage des coéquipiers d'un Tony Parker flamboyant (27 points) qui, en dominant le rebond, assurent une victoire contre l'hôte de la compétition. Les Bleus s'imposent par 72 à 62.
La France est qualifiée pour les demi-finales où elle retrouve l'Espagne qui a aisément battu la Serbie 90 à 60 en quarts de finale. L'équipe de France est aussi qualifiée de facto pour la Coupe du monde 2014 en Espagne.

#### La demi-finale
La France retrouve l'Espagne en demi-finale. La Roja s'est imposée par deux fois lors de la campagne de préparation, et malgré un bilan mitigé en poules (4e du groupe F), la sélection espagnole a fait forte impression en dominant la Serbie en quart de finale. L'Espagne est aussi l'équipe qui a éliminé l'équipe de France en quart de finale des Jeux olympiques de 2012 (66-59) et surtout en finale de l'EuroBasket 2011 (98-85).
Les deux équipes jouent d'égal à égal avec des défenses resserrées jusqu'en début de deuxième quart temps (18-18 à la 11e minute). Sur les neuf minutes suivantes, les Espagnols infligent un 16-2 face à une attaque française en panne. Les Bleus reviennent après la pause avec de meilleures intentions et, sous l'impulsion d'Antoine Diot et Mickaël Gelabale à trois points, l'équipe de France rattrappe son retard (49-43 à la fin du troisième quart temps). Dans la dernière période, les joueurs Français continuent d'imposer leur défense physique à l'image de Florent Pietrus sur Marc Gasol. Elle reprend brièvement l'avantage sur un tir à trois points de Tony Parker (33e minute) mais les Espagnols intensifient leurs efforts défensifs et obtiennent une prolongation. Dans le temps additionnel, chaque équipe ne marque que deux points dans les trois premières minutes de la période (67-67), mais la France prend l'avantage par la suite sur des lancers francs réussis de Tony Parker puis Antoine Diot. La France remporte la rencontre par 75 à 72 et se qualifie pour la finale qu'elle joue contre la Lituanie qui a remporté sa demi-finale face à la Croatie.

#### La finale
L'équipe de France affronte la Lituanie le 22 septembre 2013 pour la finale du tournoi. Celle-ci a remporté la compétition en 2003 et la médaille de bronze en 2007. Elle a aussi défait la France lors du 2e tour (76-62).
Au cours d'un match où la Lituanie ne tient que quinze minutes par l'intermédiaire de Linas Kleiza, les Bleus prennent ensuite le large et dominent complètement la rencontre avec seize points d'avance à la mi-temps (50-34) sur un trois points au buzzer d'Antoine Diot. La seconde mi-temps permet aux Français de contrôler la rencontre et de s'imposer 80 à 66. L'équipe de France est sacrée championne d'Europe. Tony Parker est nommé MVP du tournoi.

### Les retombées

#### Médias
En France, les matchs de l'équipe nationale sont tous retransmis sur Canal+ Sport et en différé sur Sport+. À partir des demi-finales, les rencontres de l'équipe de France sont également diffusées sur les chaînes du groupe France Télévisions (France 4 puis France 2).
Lors de la finale, le match de l'équipe de France face à la Lituanie a attiré 5 467 000 téléspectateurs de moyenne sur France 2 (21,3% de part d'audience) auxquels il faut ajouter 680 000 abonnés de Canal+ Sport, soit un total de 6,2 millions de Français à suivre la rencontre. Au niveau des réseaux sociaux, la finale a été l'émission la plus tweeté de la semaine.
Lors de leur retour en France, les joueurs et entraîneurs occupent les principaux plateaux de télévision, notamment des journaux télévisés français, ainsi que les ondes radios en sus de faire la une de nombreux quotidiens nationaux et régionaux.

#### Honneurs
L'équipe de France est reçue le lendemain de sa victoire historique par le palais de l'Élysée et le président François Hollande.

#### Suites
Le 23 septembre, le sélectionneur Vincent Collet est reconduit à la tête de l'équipe de France jusqu'en 2016, année des Jeux olympiques de Rio de Janeiro au Brésil. Tony Parker annonce aussi vouloir faire partie de l'équipe jusqu'aux Jeux de 2016.

## Calendrier
Le calendrier de la préparation établi par la Fédération française est le suivant :
| Date                                                 | Lieu        | Adversaire      | Score      | Compétition        | Meilleur marqueur (France)                           |
| ---------------------------------------------------- | ----------- | --------------- | ---------- | ------------------ | ---------------------------------------------------- |
| Stage à INSEP Paris (21 au 24 juillet)               |             |                 |            |                    |                                                      |
| Stage à Pau (24 juillet au 3 août)                   |             |                 |            |                    |                                                      |
| 2 août 2013                                          | Pau         | Finlande        | V 101-93   | A                  | Nicolas Batum, Boris Diaw (14 points)                |
| Stage à Mannheim, Allemagne (5 au 7 août)            |             |                 |            |                    |                                                      |
| 6 août 2013                                          | Mannheim    | Allemagne       | V 84-89    | A                  | Nicolas Batum (18 points)                            |
| Stage à Strasbourg (7 au 12 août)                    |             |                 |            |                    |                                                      |
| 9 août 2013                                          | Strasbourg  | Allemagne       | V 74-66    | A                  | Alexis Ajinça (17 points)                            |
| 10 août 2013                                         | Strasbourg  | Croatie         | V 92-60    | A                  | Johan Petro (15 points)                              |
| 11 août 2013                                         | Strasbourg  | Grèce           | D 67-79    | A                  | Alexis Ajinça (16 points)                            |
| Stage à Antibes (12 au 17 août)                      |             |                 |            |                    |                                                      |
| 15 août 2013                                         | Antibes     | Serbie          | V 78-74 ap | A                  | Tony Parker (16 points)                              |
| 17 août 2013                                         | Antibes     | Géorgie         | V 86-71    | A                  | Boris Diaw (14 points)                               |
| Stage à Madrid, Espagne (22 au 24 août)              |             |                 |            |                    |                                                      |
| 23 août 2013                                         | Madrid      | Espagne         | D 85-76    | A                  | Nicolas Batum (17 points)                            |
| Stage à Montpellier (25 au 27 août)                  |             |                 |            |                    |                                                      |
| 26 août 2013                                         | Montpellier | Espagne         | D 84-85    | A                  | Tony Parker (29 points)                              |
| Stage à Paris (27 au 30 août)                        |             |                 |            |                    |                                                      |
| Stage à Ljubljana, Slovénie (31 août au 3 septembre) |             |                 |            |                    |                                                      |
| 31 août 2013                                         | Ljubljana   | Slovénie        | V 65-70    | A                  | Alexis Ajinça (17 points)                            |
| Championnat d'Europe à Ljubljana (4 au 22 septembre) |             |                 |            |                    |                                                      |
| 4 septembre 2013                                     | Ljubljana   | Allemagne       | D 74-80    | CE 1er tour        | Tony Parker (18 points)                              |
| 5 septembre 2013                                     | Ljubljana   | Grande-Bretagne | V 65-88    | CE 1er tour        | Nicolas Batum (17 points)                            |
| 6 septembre 2013                                     | Ljubljana   | Israël          | V 63-82    | CE - 1er tour      | Alexis Ajinça (13 points)                            |
| 8 septembre 2013                                     | Ljubljana   | Ukraine         | V 71-77    | CE - 1er tour      | Tony Parker (28 points)                              |
| 9 septembre 2013                                     | Ljubljana   | Belgique        | V 65-82    | CE - 1er tour      | Tony Parker (20 points)                              |
| 11 septembre 2013                                    | Ljubljana   | Lituanie        | D 76-62    | CE - 2e tour       | Nando de Colo (12 points)                            |
| 13 septembre 2013                                    | Ljubljana   | Lettonie        | V 102-91   | CE - 2e tour       | Alexis Ajinca (25 points)                            |
| 15 septembre 2013                                    | Ljubljana   | Serbie          | D 77-65    | CE - 2e tour       | A. Ajinça, N. Batum, N. De Colo, B. Diaw (12 points) |
| 18 septembre 2013                                    | Ljubljana   | Slovénie        | V 62-72    | CE - 1/4 de finale | Tony Parker (27 points)                              |
| 20 septembre 2013                                    | Ljubljana   | Espagne         | V 72-75 ap | CE - 1/2 finale    | Tony Parker (32 points)                              |
| 22 septembre 2013                                    | Ljubljana   | Lituanie        | V 80-66    | CE - finale        | Nicolas Batum (17 points)                            |

Légende
- D : Défaite • V : Victoire • ap : Après prolongation
- A : match amical • CE : Championnat d'Europe

## Équipe

### Joueurs
| #  | Poste            | Joueur                 | Nombre matchs | Points marqués | Club(s) 2012-2013         |
| -- | ---------------- | ---------------------- | ------------- | -------------- | ------------------------- |
| 14 | Pivot            | Alexis Ajinça          | 20            | 198            | Strasbourg IG             |
| 5  | Ailier           | Nicolas Batum          | 19            | 206            | Trail Blazers de Portland |
| 12 | Meneur - Arrière | Nando de Colo          | 21            | 176            | Spurs de San Antonio      |
| 13 | Ailier fort      | Boris Diaw             | 21            | 194            | Spurs de San Antonio      |
| 6  | Meneur - Arrière | Antoine Diot           | 19            | 77             | Paris-Levallois Basket    |
| 15 | Ailier           | Mickaël Gelabale       | 20            | 162            | Timberwolves du Minnesota |
| 10 | Meneur           | Thomas Heurtel         | 14            | 49             | Vitoria                   |
| 8  | Ailier           | Charles Lombahe-Kahudi | 15            | 40             | Le Mans SB                |
| 4  | Ailier fort      | Joffrey Lauvergne      | 17            | 101            | Partizan Belgrade         |
| 9  | Meneur           | Tony Parker            | 19            | 305            | Spurs de San Antonio      |
| 7  | Pivot            | Johan Petro            | 19            | 93             | Hawks d'Atlanta           |
| 11 | Ailier fort      | Florent Piétrus        | 19            | 41             | Valencia BC               |
| -  | Arrière          | Yannick Bokolo         | -             | -              | BCM Gravelines-Dunkerque  |
| 20 | Arrière          | Evan Fournier          | 4             | 10             | Nuggets de Denver         |
| -  | Arrière          | Edwin Jackson          | -             | -              | ASVEL Lyon-Villeurbanne   |
| 17 | Ailier fort      | Kim Tillie             | 2             | 13             | CB Murcie                 |
| -  | Pivot            | Ronny Turiaf           | -             | -              | Clippers de Los Angeles   |
| 19 | Meneur           | Léo Westermann         | 4             | 11             | Partizan Belgrade         |

Note : Les joueurs surlignés en gris font partie de la pré-sélection de l'équipe de France mais non retenus.
- : Capitaine
- : Joueur blessé

### Encadrement
Vincent Collet, par ailleurs entraîneur de Strasbourg, est l'entraîneur de l'équipe de France. Il est assisté de Ruddy Nelhomme, entraîneur du Poitiers Basket 86, et de Jacques Commères du Centre fédéral de basket-ball.
Patrick Beesley est le directeur des équipes de France.